# Musée Fabre
Musée Fabre – francuskie muzeum sztuki, którego kolekcja wyróżnia się dużą kolekcją dziewiętnastowiecznego malarstwa francuskiego. W jego zbiorach znajdują się dzieła sztuki z okresu XIV–XXI w.
Muzeum w Montpellier zostało założone w 1798 r. Początkowo znaczną część jego zbiorów stanowiły dzieła skonfiskowane w czasie rewolucji francuskiej. W 1825 r. malarz François-Xavier Fabre podarował miastu dużą kolekcję własnych obrazów, jak również kolekcję dzieł sztuki odziedziczoną po swojej żonie. Zbiory umieszczono w zbudowanym do tego celu budynku. Na cześć donatora muzeum nazwano  Musée Fabre.
W 1868 r. muzeum otrzymało darowiznę od Alfreda Bruyasa, który w 1876 przekazał mu kolejne obiekty. W kolekcji Bruyasa najważniejszymi dziełami były obrazy Gustave’a Courbeta.
Muzeum otrzymało również darowizny od dwóch innych malarzy pochodzących z Montpellier – Alexandre’a Cabanela i Frédérica Bazille’a.